# Tondrachiani
I Tondrachiani ((HY)  Թոնդրակյաններ) sono membri di una setta cristiana diffusa nell'Armenia indipendente tra VIII e XII secolo.
Il nome "Tondrachiani" deriva dal nome armeno, Tondrak, della regione vulcanica del Tendürek Dag vicina a Dogubayazit (Turchia), ad est del Lago di Van e allora dipendente dal monastero di Tatev oggi in Armenia. Relativamente ben documentata dalle fonti armene e bizantine - sembra identificabile con il Paulicianesimo – si diffuse nello stesso periodo nei territori siriani ed armeni a contatto con bizantini ed arabi. Fu dichiarata eretica dalla Chiesa apostolica armena.

## Storia

### Origini
Nel 447, mentre l'Armenia è divisa tra bizantini e persiani, la Chiesa armena tiene il Concilio di Sahapivan. Il concilio condanna principalmente i Massaliani, ma anche i "'Mclne'", certamente non Massaliani, e successivamente identificati con i Tondrachiani da Giovanni di Odzun e da Lastivert. Potrebbe trattarsi del primo accenno a questa setta. Poco prima (forse 441) Yeznik di Koghb scrive l'ultima confutazione di Marcione; un probabile segno della sopravvivenza di tale corrente in Armenia.
Nel 554 la Chiesa apostolica armena si separa dalla Chiesa cattolica con il concilio di Dvin, rifiutando il Credo del Concilio di Calcedonia. Per lungo tempo non ci sono notizie dei Tondrachiani ma, con il 640 si iniziano le scorrerie arabe. Nel 654 incomincia l'occupazione araba dell'Armenia anche se le famiglie feudali vengono lasciate al potere e viene instaurato un regime di tolleranza religiosa; a questo periodo (655) dovrebbe risalire la fondazione della setta dei Pauliciani in Siria.
Dal 701 al 716 brutali lotte tra bizantini e arabi. I Tondrachiani trovano sostegno nell'emiro arabo Wahid, mentre la Chiesa armena, nel sinodo di Dvin (719), con il catholicos Giovanni di Odzun ripete la loro condanna.
Attorno all'833 Smbat di Zarahawan fonda la comunità di Tondrak. Gli abitanti della regione parteciparono alla rivolta economico/religiosa contro il monastero di Tatev appena realizzato, da cui dipendevano. Smbat sarebbe stato iniziato da un medico persiano di nome Mdjusik, similmente a come avviene per Silvestro, il fondatore dei Pauliciani. Il califfo reprime la rivolta di Tondrak nell'840 e uccide Smbat.

### Periodo bagratide
Nell'852 incomincia una rivolta armena contro gli arabi, che nell'862 porta al potere Asot Bagratiti con il titolo di "Principe dei Principi". La dinastia si instaura stabilmente nell'885, alleata con gli arabi, con relativa autonomia e fioritura economica. Nell'871 i vicini pauliciani di Siria vengono sconfitti dai bizantini, perdono il loro Stato di Tefrice (oggi Divriği in Turchia), e, in parte, si uniscono ai tondrachiani.
Mancano notizie fino al 906, quando Tondrak ed i villaggi di Trourabert, Tanalek e Aveladasht, si rivoltano contro il vassallaggio al nuovo monastero di Tatev (nel sud dell'odierna Armenia). Solo nel 946 re Smat I prende Tanalek e Aveladasht, mentre gli altri villaggi resistono. I re bagratidi continuano la politica di appoggio della Chiesa apostolica armena costruendo chiese e monasteri con ricche dotazioni territoriali (monasteri di Sanahin e Halbat)
Nel 952 re Vasak I (998-1019) riprende il controllo di Tsouraber; gli storici segnalano la diffusione del movimento in tutte le province armene. Nel 990 lo stesso Gregorio di Narek è sospettato di eresia e costretto a scrivere una lettera apologetica al vescovo di Kchaw. Poco dopo (1002) un episodio descritto da Lastivert vede la condanna per eresia per mano del sinodo di Hark del vescovo di Kalb, di vari religiosi, di donne della buona società e di un nobile vicino alla corte, mostrando che la diffusione de movimento non è limitata alle classi popolari.

### Periodo bizantino
Nel 1011 viene completato il trasferimento del Catolicato armeno ad Ani, capitale dal Vaspurakan, città di grande importanza in quanto terminazione della via della seta..
Nel 1042 Gregorio Magistros, nobile armeno, viene nominato governatore dei territori dell'Impero bizantino vicini all'Armenia dei Bagratuni. Nel 1044 i bizantini conquistano Ani, ove la corrente è molto diffusa e riprendono la repressione, conquistano Tondrak, (Shnavank, cioè “Monastero dei cani”) e deportano i tondrachiani in Tracia.
Alcuni profughi si rivolgono inutilmente al vescovo siriano di Amid, avvertito da una lettera di Magistros, il quale, per essere compreso, li definisce pauliciani.
Il capo dei Tondrakiani si chiama Lazzaro, i predecessori Thodros (Teodoro), Anania, Sargis (Sergio) Cirillo, Giuseppe e Jesus.

### Dopo la distruzione di Ani
Nel 1064 Alp Arslan selgiuchide distrugge Ani e massacra la popolazione; nel 1071 i bizantini vengono sconfitti nella battaglia di Manzikert e perdono per sempre l'Anatolia eccetto la costa. Il Catolicato si sposta in Cilicia: si ripetono scritti contro i tondrachiani da parte di Paolo di Taron (1123)  e del Catholicos di Cilicia Narses IV di Claj (1172) con una lettera enciclica.
Si hanno notizie di fughe di tondrachiani e pauliciani in Tracia. (1181-1118).
Dopo l'occupazione turca non si hanno più notizie dei Trondachiani.

## Credenze
Circa le credenze, vi sono alcune affermazioni negli scritti di Giovanni di Otzun (o Otsnetsi ca. 650-728) e di Gregorio di Narek (Naregatsi ca. 945-1003)
Secondo Giovanni di Odzun:
1. essi ci disprezzano e disprezzano la fede rivelata da Dio
2. considerano idolatria l'adorazione del sacro simbolo (la Croce)
3. considerano abominevole la venerazione delle sacre immagini
4. non accettano la forma di adorazione cristiana ma pretendono che non ci siano differenze
5. essi cercano di sviare la fede dei semplici e di conquistarli

Gregorio di Narek, fornisce un riassunto della loro fede:
1. negano l'ordinazione che gli Apostoli hanno ricevuto da Cristo
2. negano la santa Comunione con il vero corpo e sangue di Cristo
3. negano il Battesimo che dicono essere un semplice bagno
4. considerano la Domenica come gli altri giorni
5. rifiutano la genuflessione
6. rifiutano la venerazione della Croce
7. si ordinano al Sacerdozio tra loro
8. rifiutano il matrimonio come sacramento
9. rifiutano il Magagh (sacrificio rituale ancora praticato in Armenia) come pratica ebraica
10. vivono in modo promiscuo (accusa generalmente rivolta a tutti gli eretici)

Purtroppo si tratta solo di esposizioni al negativo che non consentono di precisare molto la dottrina. Ad ogni modo:
- Gregorios Magistros[8] avverte il vescovo siriano che gli eretici fuggiti in Siria a causa della sua repressione dell'eresia in Armenia sono pauliciani
- Paolo di Taron [9] afferma che essi sono seguaci di Marcione

I Tondrachiani non vengono accusati di essere manichei: il territorio armeno è sempre stato estraneo alla legislazione romana e bizantina anti-manichea.
Nel 1791 viene ritrovato un testo, valutato inizialmente come antichissimo (IX-X secolo), e contenente una liturgia attribuita ai tondrachiani. Pubblicato da Conybeare nel 1898, il testo ha influenzato parecchi studiosi, anche se segue una teologia adozionista (Paolo di Samosata) anziché docetista come quella pauliciana-tondrachiana. Successivamente è stato attribuito ad epoca molto più recente. La pubblicazione di Conybeare è comunque importante per l'introduzione e la traduzione in inglese di parecchi testi fondamentali.

### Fonti primarie
- (EN)  ] Aristakes Lastiversti (1072-1079) History Regarding the Sufferings Occasioned by Foreign Peoples Living Around Us] Bedrosian
- (EN)  Paolo di Taron: Lettera contro Teopisto - Estratti tradotti in inglese in Conybeare
- (EN)  Gregorio di Narek Lettera alla abate di Kdjav/Kchaw (preserva parzialmente la confessione di fede dello zio, Anania di Narek, circa 990) - Estratti tradotti in inglese in Conybeare
- (EN)  Gregorio Pahlavuni Magistros Lettere al Patriarca di Siria e lettera ai Tulayans - Estratti tradotti in inglese in Conybeare
- (LT)  Giovanni di Odzun (720-728) Trattato contro i Pauliciani  Estratti tradotti in latino in Conybeare
- (EN)  Yeznik di Koghb (o Eznik Koghbatsi, Bishop of Bagrevand) (442-450) "Refutazione delle sette" - traduzione inglese: Tertullian.org
- (EN) ) Hovhanes Draskhanakertsi History of Armenia Catolicos di Armenia dall'897 a 925 - traduzione inglese di K.H. Maksoudian, 1987, ISBN 978-0-89130-953-6 Bedrosian

### Fonti secondarie
- (EN)  Vrej Nersessian: The Tondrakian Movement, Princeton Theological Monograph Series, Pickwick Publications, Allison Park, Pennsylvania, 1948 ISBN 0-915138-99-9; (consultazione parziale) il presente testo è stato ricavato principalmente da questa fonte.
- (EN)  Fred. C. Conybeare The Key of Truth. A Manual of the Paulician Church of Armenia SBN#13: 978-1402155925 Archive.org
- (EN)  Steven Runciman The medieval manichee - a study of the christian dualist eresy. SBN#0521289262 198
- (EN)  Vahan M. Kurkjian: A History of Armenia (Chapter 37, The Paulikians and the Tondrakians), New York, 1959, 526 pp. uchicago.edu